# Randy Castillo
Randy Castillo (18. prosince 1950 – 26. března 2002) byl americký bubeník. Na počátku své kariéry působil v jazzové skupině, stejně jako v pochodovém orchestru. V sedmdesátých letech působil v několika rockových skupinách. V roce 1984 začal spolupracovat se zpěvačkou Litou Ford, s níž nahrál desku Dancin' on the Edge. Později řadu let hrál v kapele Ozzyho Osbourna, se kterým nahrál několik alb. V roce 1999 se stal členem skupiny Mötley Crüe. S tou hrál až do své smrti v roce 2002. Zemřel na rakovinu ve věku 51 let.

## Vybavení
Castillo po většinu své kariéry používal výhradně bicí Tama ( DW Drums od konce 90. let až do své smrti), bubenické blány Remo a Aquarian, činely Zildjian a paličky Pro-mark (Ahead Drumsticks od konce 90. let až do své smrti)

#### Bicí souprava Tama Imperialstar (1985-1986)
- 8" x 7" Tom
- 10" x 8" Tom
- 12" x 9" Tom
- 14" x 10" Tom
- 16" x 14" Tom
- 18" x 16" Tom
- 2x 22" x 16" Bass Drum
- 14" x 8" Artstar Snare Drum

#### Bicí souprava Tama (1988-1989)
- 2x 6" x 17,5" Octoban
- 2x 6" x 18,5" Octoban
- 2x 6" x 21" Octoban
- 2x 6" x 23,5" Octoban
- 8" x 7" Tom
- 10" x 8" Tom
- 12" x 9" Tom
- 14" x 10" Tom
- 16" x 14" Tom
- 18" x 16" Tom
- 2x 22" x 16" Bass Drum
- 14" x 8" Artstar Snare Drum

#### Bicí souprava Tama (1990-1992)
- 6" x 11" Octoban
- 6" x 11,85" Octoban
- 6" x 13,5" Octoban
- 6" x 15,5" Octoban
- 6" x 17,5" Octoban
- 6" x 18,5" Octoban
- 6" x 21" Octoban
- 6" x 23,5" Octoban
- 14" x 11" Tom
- 16" x 14" Tom
- 18" x 16" Tom
- 22" x 16" Bass Drum
- 14" x 8" Artstar Snare Drum

#### Činely Zildjian
- 19" Platinum China Boy
- 8" Z Splash
- 14" Z Dyno Beat
- 19" Platinum Crash Ride
- 19" Z Crash
- 24" Z Heavy Power Ride
- 13" Z Dyno Beat
- 10" Z Splash
- 20" Platinum China Boy